# Heteromormyrus pauciradiatus
Heteromormyrus pauciradiatus (del grec hetero, altre + mormyros, peix) és un peix d'aigua dolça africà, una espècie monotípica de «peix elefant» en la família mormyridae.
Es pot trobar als rius d'Angola, Àfrica, i pot arribar a tenir una longitud d'uns 10 cm.

## Estat de conservació
D'acord amb la UICN, el seu estat de conservació presenta «Dades insuficients (DD)»